# Contea di Columbia (New York)
La contea di Columbia (in inglese Columbia County) è una contea del sud-est dello Stato di New York negli Stati Uniti. Il capoluogo è Hudson.

## Geografia fisica
La contea si trova nella parte orientale dello Stato, al confine con il Massachusetts. Ad occidente il fiume Hudson segna il confine con le contee di Ulster, Greene e di Albany.
Il territorio è collinare ad oriente dove si elevano i monti Taconic. Qui il territorio raggiunge la massima elevazione con la Alander Mountain di 643 metri. L'area centrale e occidentale è prevalentemente pianeggiante. I laghi principali sono il lago Copake, ai piedi della catena delle Taconic, ed il lago Taghkanic nell'area meridionale.
Il capoluogo di contea è la città di Hudson posta sul fiume omonimo.

### Contee confinanti
- Contea di Rensselaer - nord
- Contea di Berkshire (Massachusetts) - est
- Contea di Dutchess - sud
- Contea di Ulster - nord-ovest
- Contea di Greene - ovest
- Contea di Albany - nord-ovest

## Storia
Quando nel 1609 Henry Hudson risalì il fiume che avrebbe portato il suo nome, l'area dell'attuale contea era abitata da nativi Mohicani. Con l'istituzione delle Province di New York nel 1683, l'area dell'attuale contea faceva parte della contea di Albany.
La contea di Columbia fu istituita nel 1786 separandola dalla contea di Albany. Fu chiamata così in onore di Cristoforo Colombo.

## Città
L'unica city è Hudson, il capoluogo.

### Towns
- Ancram
- Austerlitz
- Canaan
- Chatham
- Claverack
- Clermont
- Copake
- Gallatin
- Germantown
- Ghent
- Greenport

- Hillsdale
- Kinderhook
- Livingston
- New Lebanon
- Stockport
- Stuyvesant
- Taghkanic

### Village
- Philmont

### CDP
- Claverack-Red Mills
- Copake Lake
- Lorenz Park